# Перл Ривер (Мисисипи)
Перл Ривер (енгл. Pearl River) насељено је место без административног статуса у америчкој савезној држави Мисисипи.

## Демографија
По попису из 2010. године број становника је 3.601, што је 445 (14,1%) становника више него 2000. године.
| Група             | 2000.       | 2010.       |
| Белци             | 511 (16,2%) | 450 (12,5%) |
| Афроамериканци    | 45 (1,4%)   | 65 (1,8%)   |
| Азијати           | 2 (0,1%)    | 1 (0,0%)    |
| Хиспаноамериканци | 34 (1,1%)   | 66 (1,8%)   |
| Укупно            | 3.156       | 3.601       |